# Strada provinciale 1 Caltanissetta-Delia

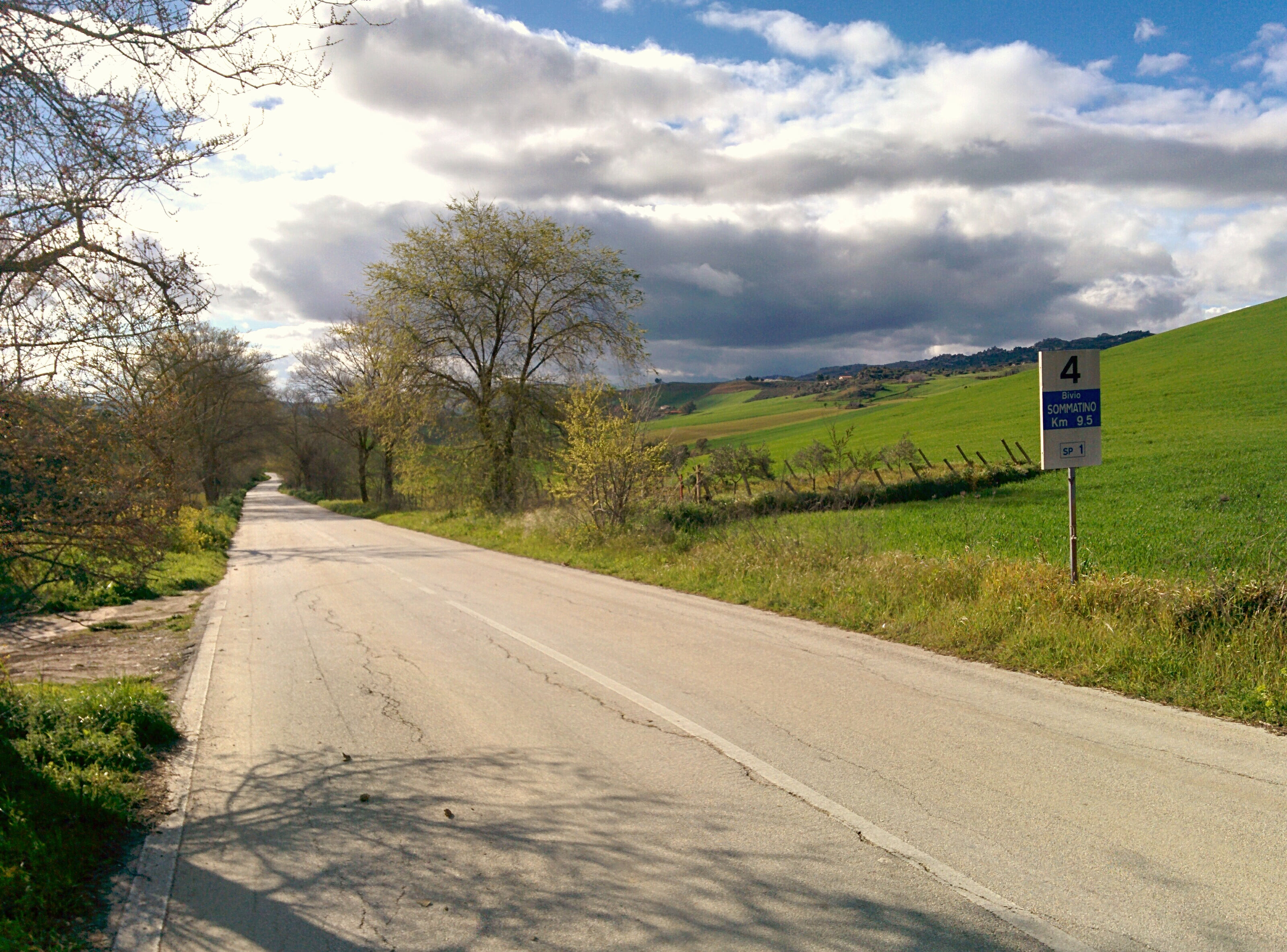
Segnale di progressiva chilometrica sulla strada provinciale 1 in contrada Bifaria.

La strada provinciale 1 Caltanissetta-Delia (SP 1) è una strada provinciale della provincia di Caltanissetta.

## Storia
Inserita tra le strade provinciali già nel 1881, fu realizzata in tre diversi periodi. Nel 1908 fu aperto il primo tronco, dal ponte Bloy, all'epoca nella periferia sud di Caltanissetta, alla contrada Bifaria, di 9,8 km. Nel 1925 fu aperto il tratto di quasi un chilometro che dal ponte Bloy raggiungeva l'abitato di Caltanissetta, innestandosi su via Cavour nei pressi della stazione centrale. L'itinerario fu infine completato con l'apertura del terzo tronco, da contrada Bifaria a Delia, nel 1933; la strada raggiunse un'estensione complessiva di 21,4 km.
Nel 1964 il tratto da via Cavour al ponte Bloy, oggi noto come "via Napoleone Colajanni", è stato declassato a comunale e consegnato al comune di Caltanissetta due anni dopo. Successivamente, con l'avanzare della città verso sud, altri 3,1 km, ricadenti nelle contrade Pantano e Pian del Lago, sono stati declassificati e consegnati al comune di Caltanissetta; il tratto in questione fu rinominato "viale Stefano Candura".
Nel 2014, la strada si estendeva per 17,8 km. Nello stesso anno la provincia l'ha suddivisa in due tratte, alle quali ha assegnato una diversa classificazione tecnica:
- 1ª tratta (9,000 km): da Caltanissetta alla SP 127 (2º tronco) – categoria C1 ("strada extraurbana secondaria a traffico sostenuto");
- 2ª tratta (8,800 km): dalla SP 127 (2º tronco) a Delia – categoria F2 ("strada locale a traffico limitato").

## Percorso

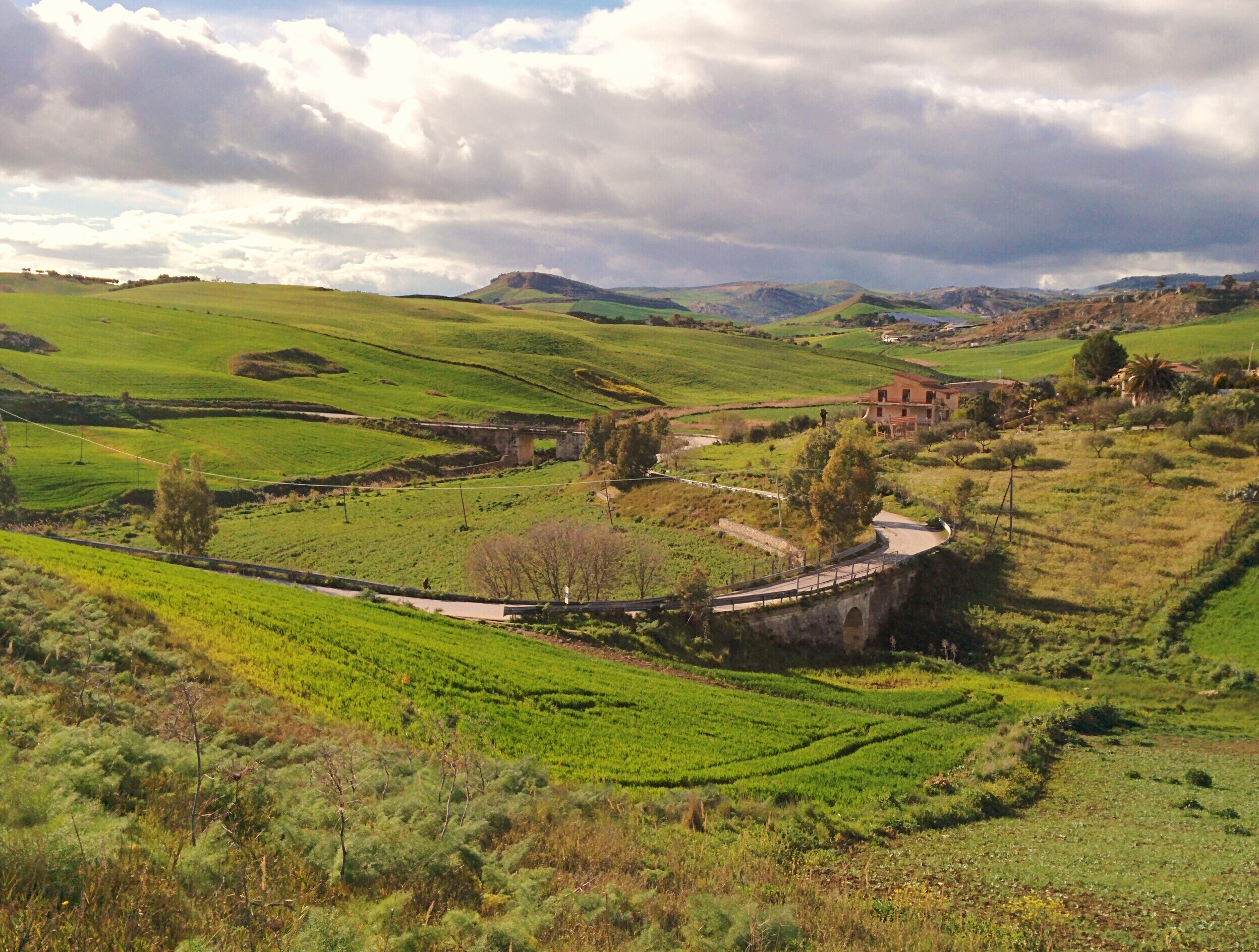
La strada provinciale 1 in contrada Bifaria.

Ha origine in contrada Pian del Lago, nella periferia sud di Caltanissetta, dove confluisce senza soluzione di continuità su viale Stefano Candura, e procede verso sud in direzione Delia. La strada segue l'orografia del territorio, e quindi il suo tracciato si presenta a tratti tortuoso, soprattutto nelle contrade Bifaria e Ramilia.
Numerose sono le intersezioni con altre arterie provinciali lungo il percorso: in prossimità del ponte Giannittello ha termine la strada provinciale 6 bis; presso un quadrivio a Cozzo di Naro vi si innestano la SP 164 per Prestianni e Misteci e la SP 136; in contrada Bifaria vi si innesta la SP 34 per lo scorrimento veloce Agrigento-Caltanissetta, e poco più avanti anche la SP 127 per Sommatino; presso il bivio Ramilia nell'omonima contrada ha origine la SP 2 per Sommatino.